# Roberta Zofia Babiak
Roberta Zofia Babiak (ur. 24 czerwca 1905 w Brandwicy, zm. 12 lipca 1945 w Starej Wsi) – polska zakonnica ze Zgromadzenia Sióstr Służebniczek Najświętszej Maryi Panny Niepokalanie Poczętej oraz Służebnica Boża Kościoła katolickiego.

## Życiorys

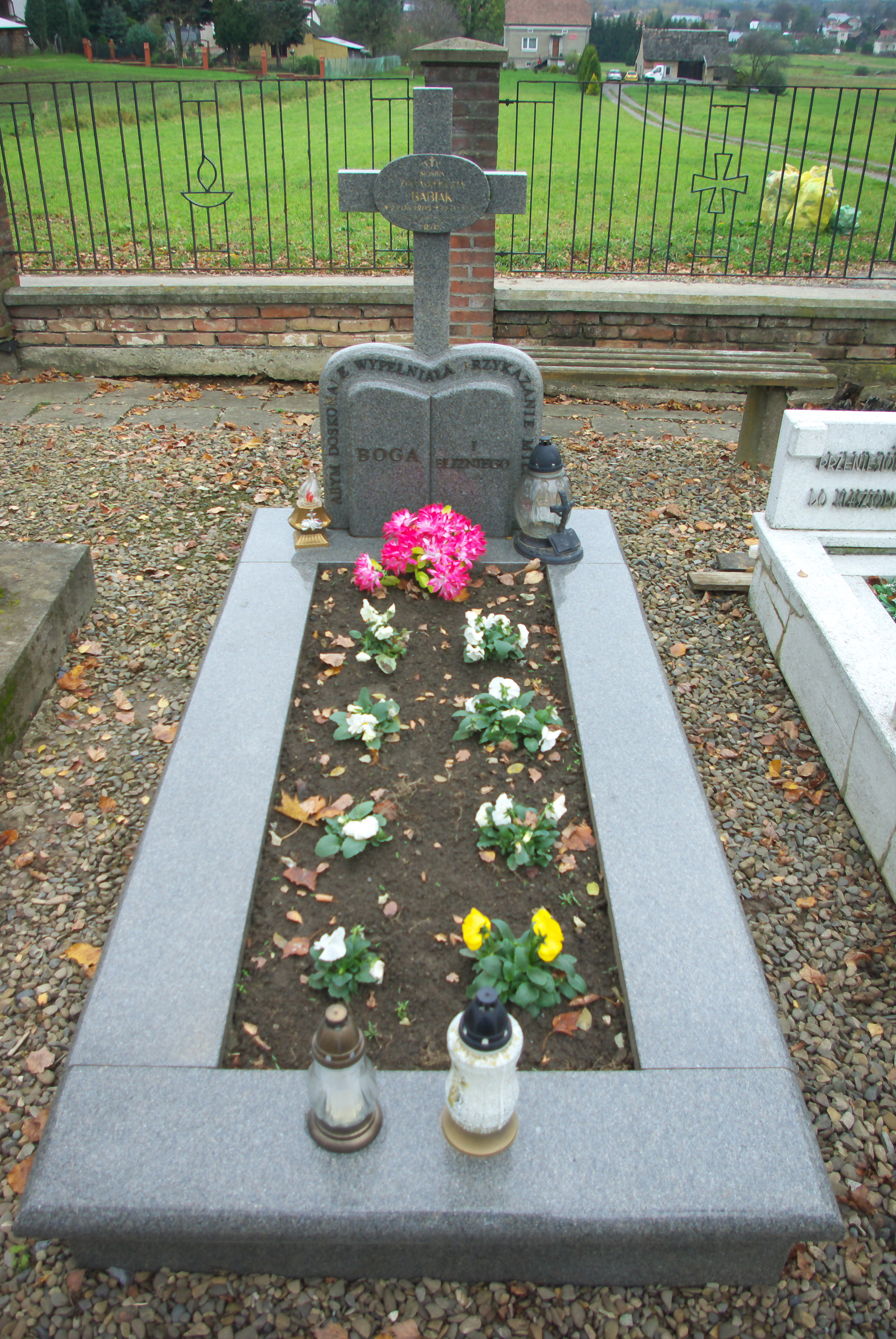
Nagrobek s. Roberty Babiak

Roberta Zofia Babiak urodziła się w pobożnej rodzinie. Jej ojciec Jerzy był wyznania greckokatolickiego, zaś matka Katarzyna wyznania rzymskokatolickiego. 29 czerwca 1905 w kościele Zwiastowania NMP w Rozwadowie (dzisiaj dzielnica Stalowej Woli) przyjęła sakrament chrztu. W wieku 24 lat (1929) wstąpiła do Zgromadzenia Sióstr Służebniczek Najświętszej Maryi Panny Niepokalanie Poczętej, a w 1931 dołączyła do niej jej siostra Michalina. W latach wojennych (1940-45) doświadczała wielkiej bliskości Pana Boga. Poprzez dar kontemplacji poznawała wielkie tajemnice Trójcy Przenajświętszej. Na polecenie spowiednika i przełożonych w zakonie, spisała swój życiorys i doświadczenia mistyczne w Autobiografii i Duchowym dzienniku. Zmarła 12 lipca 1945.
Została pochowana na cmentarzu w Starej Wsi.

## Proces beatyfikacji
W 2013 Kongregacja ds. Kanonizacyjnych udzieliła nihil obstat w sprawie procesu beatyfikacyjnego s. Roberty. 1 lipca 2014 w Przemyślu odbyła się sesja na której rozpoczęto proces beatyfikacyjny. Postulatorem sprawy została s. Krystyna Kasperczyk.